# New Divide
"New Divide" là một bài hát của ban nhạc rock người Mỹ Linkin Park. Bài hát được phát hành làm đĩa đơn và được thu âm riêng cho bộ phim Transformers: Bại binh phục hận của đạo diễn Michael Bay. Bài hát đóng vai trò là ca khúc chủ đề chính của bộ phim, và được phát hành làm đĩa đơn vào ngày 18 tháng 5 năm 2009.
Bài hát đã nhận được những đánh giá tích cực từ các nhà phê bình chuyên nghiệp và vẫn là một trong những bài hát được giới phê bình đánh giá cao nhất trong danh sách đĩa nhạc của Linkin Park. Đây là một trong số ít bài hát đứng đầu các bảng xếp hạng của Hoa Kỳ như Rock Songs, Alternative Songs và Hot Mainstream Rock Tracks trong cùng một thời điểm. Đây là một trong những bài hát có thứ hạng cao nhất của ban nhạc, đạt vị trí thứ 6 trên Billboard Hot 100 của Hoa Kỳ. Tựa gốc của bài là "Megatron".

## Hoàn cảnh
"New Divide" của Linkin Park đã được đưa vào đĩa nhạc phim Transformers đầu tiên. Nó được phát trong đoạn giới thiệu phim qua một giây ngắn ngủi. Mike Shinoda lần đầu tiên đề cập đến "New Divide" vào ngày 28 tháng 3 năm 2009, nói rằng "Chúng tôi đang làm ra một bài hát mới trong vài tuần qua, cảm giác rất vui. Bối cảnh cho bài hát được xây dựng với nhiều lớp, nhiều âm synth nặng và phần trình diễn sắc nét của [tay trống của ban nhạc] Rob Bourdon."  Vào ngày 24 tháng 4, Shinoda tiết lộ rằng họ đang hợp tác với nhà soạn nhạc nền phim Hans Zimmer, sáng tác ra nhiều phiên bản khác nhau của "New Divide" để làm chủ đề cho bộ phim. Khi thảo luận về phần tiếp theo của Transformers với Blabbermouth, Michael Bay nói "Tôi yêu Linkin Park... họ thực sự đã thành công với 'New Divide' - đó là một bài hát tuyệt vời hoàn toàn phù hợp với cường độ của bộ phim." 
Bài hát sau đó đã được sử dụng làm nhạc nền/bài hát mở đầu cho San Jose Sharks của NHL. Bài hát cũng được làm nhạc nền cho đoạn giới thiệu trò chơi nhiều người Medal of Honor tại E3.
Một phiên bản trực tiếp của bài hát đã được đưa vào bản b-side cho bài "The Catalyst" và một bản nhạc bổ sung cho bản phát hành tiếng Nhật của A Thousand Suns. Phiên bản phòng thu của bài hát cũng được đưa vào làm b-side cho "Iridescent".
Vào ngày 4 tháng 9 năm 2012, "New Divide", cùng với "Breaking the Habit", "Shadow of the Day" và "Burn It Down", được phát hành trong "Linkin Park Pack 02" dưới dạng nội dung có thể tải xuống cho trò chơi nhịp điệu âm nhạc Rock Band 3.
Phiên bản nhạc cụ của bài hát này cũng đã được giới thiệu trên The Weather Channel's Local trong danh sách phát của 8 vào tháng 1 và tháng 2 năm 2012.

## Biên soạn
Bài hát được viết ở nốt Fa thứ quãng 4/4. Bài hát sử dụng định dạng khổ-điệp khúc-khổ, với đoạn điệp khúc thứ hai ngắn hơn đoạn đầu tiên, cộng với sự ngắt quãng mang âm hưởng cơ khí ở nửa đoạn điệp khúc thứ hai nhằm mô phỏng hiệu ứng âm thanh của Transformers.

## Giới phê bình đón nhận
"New Divide" đã nhận được sự hoan nghênh của giới phê bình khi phát hành. Người hâm mộ ca ngợi nó vì sự hấp dẫn của bài hát khi làm nhạc nền cho bộ phim. Phần lớn lời phê bình cho bài hát từ những nhà đánh giá là về cấu trúc, cho rằng nó quá giống với các đĩa đơn trước đây của Linkin Park, cũng như nghe rất giống với "What I've Done" từng được sử dụng trong Transformers. Video đăng trên YouTube cho thấy sự tương đồng về cấu trúc giữa hai bài hát. Một trong những đánh giá là từ Chris Williams của Tạp chí Billboard, người đã viết:
"New Divide phù hợp với thể loại khoa học viễn tưởng: to lớn, nội tâm và tới từ tương lai. Giọng ca chính Chester Bennington mang đến một màn trình diễn đơn giản hơn so với thông thường của anh ấy, khéo léo cân bằng sự gai góc của nhạc rock thông thường với giọng hát pop tập trung vào giai điệu hơn. Đó là một sự trở lại đáng hoan nghênh sẽ làm hài lòng người hâm mộ cơ sở của ban nhạc và mang lại một số người hâm mộ mới. " 

## Video âm nhạc
Vào ngày 14 tháng 5, Shinoda tiết lộ rằng họ hiện đang thu âm một video âm nhạc đi kèm cho bài hát. Đoạn video, được quay tại Paramount Studios (nơi phân phối các bộ phim Transformers) vào ngày 13 và 14 tháng 5, lấy bối cảnh trong hang động Ai Cập, được đạo diễn bởi Joe Hahn, cũng là DJ của ban nhạc. Khi thảo luận về video, Shinoda nói rằng "[Joe Hahn] đang lên kế hoạch sử dụng nhiều kỹ thuật hình ảnh tiên tiến thực sự thú vị, làm mờ ranh giới giữa phần trình diễn của chúng tôi và một loại thực tế kỹ thuật số/cơ học."  Chester Bennington xác nhận rằng video có liên quan đến bộ phim Transformers: Bại binh phục hận, viết trên blog của mình, "Thành thật mà nói, tôi không biết điều gì đang xảy ra trong video. Chúng tôi đang ở trong một ngôi mộ bị rung chuyển và có một con Transformer khổng lồ đã chết."  Linkin Park đã phát hành 2 video hậu trường của video âm nhạc. Các bức hình và cảnh quay của buổi quay video đều được đăng tải trên trang blog của Shinoda. Video được công chiếu trên trang Myspace của ban nhạc vào ngày 11 tháng 6. Có 2 phiên bản, phiên bản Transformer hoặc phiên bản thay thế chỉ có cảnh ban nhạc chơi nhạc.
Tính đến tháng 6 năm 2021, bài hát đã có 480 triệu lượt xem trên YouTube.
Video âm nhạc có các cảnh được lấy từ bộ phim và rất nhiều hiệu ứng đặc biệt cũng được xem và video đã được chỉnh sửa rất nhiều ở những nơi sử dụng máy quay nhiệt và sử dụng các phần thức ăn bay làm kết cấu xung quanh rất nhiều hình ảnh nhiệt. Mặc dù có nhiều tin đồn về người phụ nữ trong video là Megan Fox và thậm chí là vợ của ca sĩ Chester Bennington, Talinda, cô ấy là một nữ diễn viên khác được thuê để đóng vai Mikaela Banes. Theo Talinda, cô ấy chỉ được chiếu trong ống kính nhiệt để trông giống Fox hơn. Tay bass Dave Farrell không xuất hiện trong các cảnh quay của cả ban nhạc biểu diễn vì anh ấy bị thương ở cổ tay trong ngày quay đầu tiên. Người ta cho rằng đây là lý do khiến anh ta không xuất hiện trong video. Tuy nhiên, anh ta được nhìn thấy nhiều lần trong các hiệu ứng đặc biệt.

## Doanh số thương mại
Tại Hoa Kỳ, "New Divide" ra mắt ở vị trí thứ 6 trên Billboard Hot 100, là bài hát ra mắt ở vị trí cao nhất của ban nhạc cho đến thời điểm đó, và cũng là bài hát đạt vị trí cao nhất trên bảng xếp hạng kể từ sau "In the End". Đĩa đơn giảm mạnh xuống vị trí thứ 39 trong tuần sau khi phát hành nhưng lại tiếp tục nằm trong top 10 ở vị trí thứ 9 sau khi bộ phim được công chiếu trên toàn thế giới. "New Divide" đạt vị trí số 1 trên các bảng xếp hạng Alternative Songs và Mainstream Rock Tracks. Nó đã giữ vị trí số 1 trên Alternative Songs trong 12 tuần cho đến nay, biến bài hát trở thành bài hát giữ vị trí quán quân lâu thứ 2 của họ trên bảng xếp hạng ấy (bài giữ vị trí lâu nhất là "Numb"). Đây là bài quán quân thứ 8 của ban nhạc trên bảng xếp hạng Alternative Songs. Đĩa đơn đã được chứng nhận Bạch kim bởi RIAA vào tháng 8 năm 2009 và vào tháng 12 năm 2010, nó đã vượt qua mốc 2 triệu lượt tải xuống trả phí. Tính đến tháng 6 năm 2014, bài hát đã bán được 2.634.000 bản tại Mỹ. Bài hát là bản hit top 10 cuối cùng của ban nhạc tại Mỹ.
"New Divide" cũng đã thành công trên toàn thế giới. Nó ra mắt ở vị trí thứ 3 trên Canadian Hot 100 và lọt vào top 10 trên Bảng xếp hạng ARIA của Úc, ra mắt ở vị trí thứ 10. 'New Divide' kể từ đó đã trở thành bài hát có thứ hạng cao nhất của Linkin Park tại Úc, đạt vị trí thứ 3 trên Bảng xếp hạng 50 đĩa đơn hàng đầu Aria. Nó đạt đĩa bạch kim ở Úc sau 15 tuần trên bảng xếp hạng và bán được hơn 70.000 bản.

## Danh sách ca khúc
Tất cả các ca khúc được viết bởi Linkin Park.
| CD  | CD                        | CD         |
| STT | Nhan đề                   | Thời lượng |
| --- | ------------------------- | ---------- |
| 1.  | "New Divide"              | 4:28       |
| 2.  | "New Divide" (Nhạc cụ)    | 4:29       |
| 3.  | "New Divide" (A Cappella) | 3:56       |

| iTunes EP | iTunes EP                 | iTunes EP  |
| STT       | Nhan đề                   | Thời lượng |
| --------- | ------------------------- | ---------- |
| 1.        | "New Divide"              | 4:28       |
| 2.        | "New Divide" (Nhạc cụ)    | 4:29       |
| 3.        | "New Divide" (A Cappella) | 3:55       |
| 4.        | "New Divide" (Trực tiếp)  | 4:54       |

| Đĩa đơn New Divide (Live) | Đĩa đơn New Divide (Live)   | Đĩa đơn New Divide (Live) |
| STT                       | Nhan đề                     | Thời lượng                |
| ------------------------- | --------------------------- | ------------------------- |
| 1.                        | "New Divide" (Live) (Video) | 4:54                      |

### Nhân sự
- Chester Bennington - giọng ca chính
- Rob Bourdon - trống
- Brad Delson - guitar
- Dave Farrell - guitar bass
- Joe Hahn - sample, lập trình
- Mike Shinoda - nhạc cụ phím, hát bè, synthesizer

## Bảng xếp hạng
| Bảng xếp hạng (2009)                   | Vị trí cao nhất |
| -------------------------------------- | --------------- |
| Úc (ARIA)                              | 3               |
| Áo (Ö3 Austria Top 40)                 | 2               |
| Bỉ (Ultratop 50 Flanders)              | 1               |
| Bỉ (Ultratop 50 Wallonia)              | 32              |
| Canada (Canadian Hot 100)              | 3               |
| Canada CHR/Top 40 (Billboard)          | 42              |
| Canada Rock (Billboard)                | 1               |
| Cộng hòa Séc (Rádio Top 100)           | 11              |
| Châu Âu Digital Song Sales (Billboard) | 12              |
| Finland (Suomen virallinen lista)      | 1               |
| Đức (GfK)                              | 4               |
| Ireland (IRMA)                         | 21              |
| Ý (FIMI)                               | 19              |
| Netherlands (Dutch Top 40)             | 23              |
| Hà Lan (Single Top 100)                | 68              |
| New Zealand (Recorded Music NZ)        | 2               |
| Poland (LP3)                           | 1               |
| Slovakia (Rádio Top 100)               | 13              |
| Thụy Điển (Sverigetopplistan)          | 13              |
| Thụy Sĩ (Schweizer Hitparade)          | 7               |
| Anh Quốc (OCC)                         | 19              |
| Anh Quốc Rock and Metal (OCC)          | 1               |
| Hoa Kỳ Billboard Hot 100               | 6               |
| Hoa Kỳ Adult Pop Airplay (Billboard)   | 21              |
| Hoa Kỳ Alternative Songs (Billboard)   | 1               |
| Hoa Kỳ Mainstream Rock (Billboard)     | 1               |
| Hoa Kỳ Pop Airplay (Billboard)         | 26              |
| Hoa Kỳ Hot Rock Songs (Billboard)      | 1               |

| Bảng xếp hạng (2009)                 | Vị trí |
| ------------------------------------ | ------ |
| Australia (ARIA)                     | 29     |
| Austria (Ö3 Austria Top 40)          | 17     |
| Canada (Canadian Hot 100)            | 51     |
| Germany (Official German Charts)     | 33     |
| New Zealand (Recorded Music NZ)      | 23     |
| Russia Airplay (Tophit)              | 124    |
| Switzerland (Schweizer Hitparade)    | 33     |
| UK Singles (Official Charts Company) | 145    |
| US Billboard Hot 100                 | 61     |
| US Hot Rock Songs (Billboard)        | 3      |

## Chứng nhận
| Quốc gia | Chứng nhận  | Số đơn vị/doanh số chứng nhận |
| --- | ----------- | ----------------------------- |
| Úc (ARIA) | Bạch kim    | 70.000^                       |
| Đức (BVMI) | 3× Vàng     | 750.000‡                      |
| Ý (FIMI) | Vàng        | 35.000‡                       |
| Nhật Bản (RIAJ) | Bạch kim    | 250.000*                      |
| New Zealand (RMNZ) | Bạch kim    | 15.000*                       |
| Anh Quốc (BPI) | Vàng        | 551.000                       |
| Hoa Kỳ (RIAA) | 3× Bạch kim | 3.000.000‡                    |
| * Chứng nhận dựa theo doanh số tiêu thụ. ^ Chứng nhận dựa theo doanh số nhập hàng. ‡ Chứng nhận dựa theo doanh số tiêu thụ và phát trực tuyến. |             |                               |